# Ronda 2 de 2008 da Superleague Fórmula
A ronda em Nürburgring foi a segunda do campeonato Superleague Fórmula em 2008. A 1ª corrida foi ganha pela A.C. Milan, com o holandês Robert Doornbos ao comando do Panoz-Menard, e na 2ª corrida triunfou o PSV Eindhoven, com o holandês Yelmer Buurman ao volante.

## Resultados[1]

### Qualificação

#### Grupo A
| Pos. | Clube              | Equipa de Automobilismo | Piloto                | Tempo    |
| ---- | ------------------ | ----------------------- | --------------------- | -------- |
| 1    | FC Basel           | GU-Racing International | Max Wissel            | 1:42.652 |
| 2    | SC Corinthians     | EuroInternational       | Antônio Pizzonia      | 1:42.960 |
| 3    | Galatasaray S.K.   | Scuderia Playteam       | Alessandro Pier Guidi | 1:43.363 |
| 4    | F.C. Porto         | Alan Docking Racing     | Tristan Gommendy      | 1:43.662 |
| 5    | Olympiacos CFP     | GU-Racing International | Kasper Andersen       | 1:43.690 |
| 6    | Borussia Dortmund  | Zakspeed                | Nelson Philippe       | 1:43.718 |
| 7    | Rangers F.C.       | Alan Docking Racing     | James Walker          | 1:44.214 |
| 8    | Atlético de Madrid | EuroInternational       | Andy Soucek           | 1:44.223 |
| 9    | A.S. Roma          | FMS International       | Enrico Toccacelo      | 1:45.601 |

#### Grupo B
| Pos. | Clube                  | Equipa de Automobilismo | Piloto          | Tempo     |
| ---- | ---------------------- | ----------------------- | --------------- | --------- |
| 1    | A.C. Milan             | Scuderia Playteam       | Robert Doornbos | 1:42.920  |
| 2    | .S.C. Anderlecht       | Team Astromega          | Craig Dolby     | 1:43.181  |
| 3    | Liverpool F.C.         | Hitech Junior Team      | Adrián Vallés   | 1:43.320  |
| 4    | CR Flamengo            | Team Astromega          | Tuka Rocha      | 1:43.888  |
| 5    | PSV Eindhoven          | Azerti Motorsport       | Yelmer Buurman  | 1:43.950  |
| 6    | Tottenham Hotspur F.C. | GTA Motor Competicion   | Duncan Tappy    | 1:43.987  |
| 7    | China Beijing Guoan    | Zakspeed                | Davide Rigon    | 1:44.114  |
| 8    | Al Ain FC              | Azerti Motorsport       | Andreas Zuber   | 1:44.185  |
| 9    | Sevilla FC             | GTA Motor Competicion   | Borja García    | sem tempo |

#### Quadro de eliminatórias
|  | Quartas de final                                         | Quartas de final                                         |                                                          |           | Semifinais | Semifinais |  |  | Final | Final |
|  |                                                          |                                                          |                                                          |           |            |            |  |  |       |       |
|  | A1-B4                                                    |                                                          |                                                          |           |            |            |  |  |       |       |
|  |                                                          |                                                          |                                                          |           |            |            |  |  |       |       |
|  | FC Basel Max Wissel GU-Racing International              | 1:42.481                                                 |                                                          |           |            |            |  |  |       |       |
|  | FC Basel Max Wissel GU-Racing International              | 1:42.481                                                 | A1-A3                                                    |           |            |            |  |  |       |       |
|  | CR Flamengo Tuka Rocha Team Astromega                    | 1:43.239                                                 |                                                          |           |            |            |  |  |       |       |
|  | CR Flamengo Tuka Rocha Team Astromega                    | 1:43.239                                                 | FC Basel Max Wissel GU-Racing International              | sem tempo |            |            |  |  |       |       |
|  | A3-B2                                                    |                                                          | FC Basel Max Wissel GU-Racing International              | sem tempo |            |            |  |  |       |       |
|  |                                                          | Galatasaray S.K. Alessandro Pier Guidi Scuderia Playteam | 1:43.482                                                 |           |            |            |  |  |       |       |
|  | Galatasaray S.K. Alessandro Pier Guidi Scuderia Playteam | Galatasaray S.K. Alessandro Pier Guidi Scuderia Playteam | 1:43.482                                                 | 1:42.726  |            |            |  |  |       |       |
|  | Galatasaray S.K. Alessandro Pier Guidi Scuderia Playteam |                                                          | A3-B1                                                    | 1:42.726  |            |            |  |  |       |       |
|  | R.S.C. Anderlecht Craig Dolby Team Astromega             | 1:43.239                                                 |                                                          |           |            |            |  |  |       |       |
|  | R.S.C. Anderlecht Craig Dolby Team Astromega             | 1:43.239                                                 | Galatasaray S.K. Alessandro Pier Guidi Scuderia Playteam | sem tempo |            |            |  |  |       |       |
|  | A2-B3                                                    |                                                          | Galatasaray S.K. Alessandro Pier Guidi Scuderia Playteam | sem tempo |            |            |  |  |       |       |
|  |                                                          | A.C. Milan Robert Doornbos Scuderia Playteam             | sem tempo                                                |           |            |            |  |  |       |       |
|  | SC Corinthians EuroInternational Antônio Pizzonia        | A.C. Milan Robert Doornbos Scuderia Playteam             | sem tempo                                                | 1:42.207  |            |            |  |  |       |       |
|  | SC Corinthians EuroInternational Antônio Pizzonia        | A2-B1                                                    |                                                          | 1:42.207  |            |            |  |  |       |       |
|  | Liverpool F.C. Adrián Vallés Hitech Junior Team          | 1:42.534                                                 |                                                          |           |            |            |  |  |       |       |
|  | Liverpool F.C. Adrián Vallés Hitech Junior Team          | 1:42.534                                                 | SC Corinthians Antônio Pizzonia EuroInternational        | 1:42.637  |            |            |  |  |       |       |
|  | A4-B1                                                    |                                                          | SC Corinthians Antônio Pizzonia EuroInternational        | 1:42.637  |            |            |  |  |       |       |
|  |                                                          | A.C. Milan Robert Doorbos Scuderia Playteam              | 1:42.457                                                 |           |            |            |  |  |       |       |
|  | F.C. Porto Tristan Gommendy Alan Docking Racing          | A.C. Milan Robert Doorbos Scuderia Playteam              | 1:42.457                                                 | 1:43.350  |            |            |  |  |       |       |
|  | F.C. Porto Tristan Gommendy Alan Docking Racing          |                                                          |                                                          | 1:43.350  |            |            |  |  |       |       |
|  | A.C. Milan Robert Doorbos Scuderia Playteam              | 1:42.338                                                 |                                                          |           |            |            |  |  |       |       |
|  | A.C. Milan Robert Doorbos Scuderia Playteam              | 1:42.338                                                 |                                                          |           |            |            |  |  |       |       |

### Corridas

#### Corrida 1

##### Grelha de Partida
| Pos. | Clube                  | Equipa de Automobilismo | Piloto                | Tempo     |
| ---- | ---------------------- | ----------------------- | --------------------- | --------- |
| 1    | A.C. Milan             | Scuderia Playteam       | Robert Doornbos       | sem tempo |
| 2    | Galatasaray S.K.       | Scuderia Playteam       | Alessandro Pier Guidi | sem tempo |
| 3    | SC Corinthians         | EuroInternational       | Antônio Pizzonia      | 1:42.637  |
| 4    | FC Basel               | GU-Racing International | Max Wissel            | sem tempo |
| 5    | R.S.C. Anderlecht      | Team Astromega          | Craig Dolby           | 1:43.239  |
| 6    | Liverpool F.C.         | Hitech Junior Team      | Adrián Vallés         | 1:42.534  |
| 7    | F.C. Porto             | Alan Docking Racing     | Tristan Gommendy      | 1:43.550  |
| 8    | Olympiacos CFP         | GU-Racing International | Kasper Andersen       | 1:43.690  |
| 9    | PSV Eindhoven          | Azerti Motorsport       | Yelmer Buurman        | 1:43.950  |
| 10   | Borussia Dortmund      | Zakspeed                | Nelson Philippe       | 1:43.718  |
| 11   | Tottenham Hotspur F.C. | GTA Motor Competicion   | Duncan Tappy          | 1:43.987  |
| 12   | Rangers F.C.           | Alan Docking Racing     | James Walker          | 1:44.214  |
| 13   | Beijing Guoan          | Zakspeed                | Davide Rigon          | 1:44.114  |
| 14   | Atlético de Madrid     | EuroInternational       | Andy Soucek           | 1:44.223  |
| 15   | Al Ain FC              | Azerti Motorsport       | Andreas Zuber         | 1:44.185  |
| 16   | A.S. Roma              | FMS International       | Enrico Toccacelo      | 1:45.601  |
| 17   | Sevilla FC             | GTA Motor Competicion   | Borja Garcia          | sem tempo |
| 18*  | CR Flamengo            | Team Astromega          | Tuka Rocha            | 1:44.626  |

* - O Flamengo foi penalizado com 10 lugares na grelha por desobedecer a bandeiras. 
| Cor | Observação                       |
| --- | -------------------------------- |
|     | Disputa pela pole                |
|     | Eliminados na semifinal          |
|     | Eliminados nas quartas-de-finais |
|     | Eliminados na 1ª fase            |

##### Classificação
| Pos                                                                          | Clube                  | Equipa de Automobilismo | Piloto                | Voltas | Tempo/Aband.         | Grelha | Pts. |
| ---------------------------------------------------------------------------- | ---------------------- | ----------------------- | --------------------- | ------ | -------------------- | ------ | ---- |
| 1                                                                            | A.C. Milan             | Scuderia Playteam       | Robert Doornbos       | 26     | 46:13.313            | 1      | 50   |
| 2                                                                            | R.S.C. Anderlecht      | Team Astromega          | Craig Dolby           | 26     | +6.631               | 5      | 45   |
| 3                                                                            | Galatasaray S.K.       | Scuderia Playteam       | Alessandro Pier Guidi | 26     | +19.978              | 2      | 40   |
| 4                                                                            | Rangers F.C.           | Alan Docking Racing     | James Walker          | 26     | +23.002              | 12     | 36   |
| 5                                                                            | Beijing Guoan          | Zakspeed                | Davide Rigon          | 26     | +29.603              | 13     | 32   |
| 6                                                                            | Sevilla FC             | GTA Motor Competicion   | Borja García          | 26     | +30.140              | 17     | 29   |
| 7                                                                            | SC Corinthians         | EuroInternational       | Antônio Pizzonia      | 26     | +34.028              | 3      | 26   |
| 8                                                                            | F.C. Porto             | Alan Docking Racing     | Tristan Gommendy      | 26     | +42.546              | 7      | 23   |
| 9                                                                            | FC Basel               | GU-Racing International | Max Wissel            | 26     | +43.436              | 4      | 20   |
| 10                                                                           | PSV Eindhoven          | Azerti Motorsport       | Yelmer Buurman        | 26     | +53.033              | 9      | 18   |
| 11                                                                           | Al Ain FC              | Azerti Motorsport       | Andreas Zuber         | 26     | +53.541              | 15     | 16   |
| 12 (NA)                                                                      | Olympiacos CFP         | GU-Racing International | Kasper Andersen       | 20     | Caixa de Velocidades | 8      | 14   |
| 13 (NA)                                                                      | Tottenham Hotspur F.C. | GTA Motor Competicion   | Duncan Tappy          | 18     | Acidente             | 11     | 12   |
| 14 (NA)                                                                      | Liverpool F.C.         | Hitech Junior Team      | Adrián Vallés         | 7      | Prob. Eléctrico      | 6      | 10   |
| 15 (NA)                                                                      | Borussia Dortmund      | Zakspeed                | Nelson Philippe       | 3      | Motor                | 10     | 8    |
| 16 (NA)                                                                      | CR Flamengo            | Team Astromega          | Tuka Rocha            | 0      | Acidente             | 18     | 7    |
| 17 (NA)                                                                      | A.S. Roma              | FMS International       | Enrico Toccacelo      | 0      | Prob. Eléctrico      | 16     | 6    |
| NC                                                                           | Atlético de Madrid     | EuroInternational       | Andy Soucek           | 0      | Alternador           | 14     | 0    |
| Volta mais rápida: PSV Eindhoven, Azerti Motorsport, Yelmer Buurman 1:43.890 |                        |                         |                       |        |                      |        |      |

Nota: NC: Não começou a corrida; NA: Não acabou a corrida

#### Corrida 2
Nota: A grelha de partida para a Corrida 2 resulta da inversão total das posições finais da Corrida 1 (por exemplo: o último classificado da Corrida 1 parte de 1º na Corrida 2).
| Pos                                                                              | Clube                  | Equipa de Automobilismo | Piloto                | Voltas | Tempo/Aband.    | Grelha | Pts. |
| -------------------------------------------------------------------------------- | ---------------------- | ----------------------- | --------------------- | ------ | --------------- | ------ | ---- |
| 1                                                                                | PSV Eindhoven          | Azerti Motorsport       | Yelmer Buurman        | 25     | 46:41.041       | 7      | 50   |
| 2                                                                                | R.S.C. Anderlecht      | Team Astromega          | Craig Dolby           | 25     | +0.611          | 15     | 45   |
| 3                                                                                | Beijing Guoan          | Zakspeed                | Davide Rigon          | 25     | +1.630          | 12     | 40   |
| 4                                                                                | A.S. Roma              | FMS International       | Enrico Toccacelo      | 25     | +6.574          | 1      | 36   |
| 5                                                                                | F.C. Porto             | Alan Docking Racing     | Tristan Gommendy      | 25     | +7.914          | 9      | 32   |
| 6                                                                                | A.C. Milan             | Scuderia Playteam       | Robert Doornbos       | 25     | +8.318          | 16     | 29   |
| 7                                                                                | Galatasaray S.K.       | Scuderia Playteam       | Alessandro Pier Guidi | 25     | +8.713          | 14     | 26   |
| 8                                                                                | Sevilla FC             | GTA Motor Competicion   | Borja García          | 25     | +9.060          | 11     | 23   |
| 9                                                                                | Atlético de Madrid     | EuroInternational       | Andy Soucek           | 25     | +9.418          | 17     | 20   |
| 10                                                                               | SC Corinthians         | EuroInternational       | Antônio Pizzonia      | 25     | +10.075         | 10     | 18   |
| 11                                                                               | Al Ain FC              | Azerti Motorsport       | Andreas Zuber         | 24     | +1 Volta        | 6      | 16   |
| 12 (NA)                                                                          | Rangers F.C.           | Alan Docking Racing     | James Walker          | 15     | Pião            | 13     | 14   |
| 13 (NA)                                                                          | FC Basel               | GU-Racing International | Max Wissel            | 13     | Aceleração      | 8      | 12   |
| 14 (NA)                                                                          | Liverpool F.C.         | Hitech Junior Team      | Adrián Vallés         | 4      | Prob. Eléctrico | 3      | 10   |
| 15 (NA)                                                                          | Olympiacos CFP         | GU-Racing International | Kasper Andersen       | 2      | Acidente        | 5      | 8    |
| 16 (NA)                                                                          | CR Flamengo            | Team Astromega          | Tuka Rocha            | 1      | Acidente        | 2      | 7    |
| 17 (NA)                                                                          | Tottenham Hotspur F.C. | GTA Motor Competicion   | Duncan Tappy          | 1      | Acidente        | 4      | 6    |
| NC                                                                               | Borussia Dortmund      | Zakspeed                | Nelson Philippe       |        | Motor           |        | 0    |
| Volta mais rápida: SC Corinthians, EuroInternational, Antônio Pizzonia) 1:43.463 |                        |                         |                       |        |                 |        |      |

Nota: NC: Não começou a corrida; NA: Não acabou a corrida

## Tabela do campeonato após a corrida
Nota: Só as cinco primeiras posições estão incluídas na tabela.
| Pos | Clube | Equipa de Automobilismo | Piloto | Pontos |
| --- | ----- | ----------------------- | ------ | ------ |
| 1   |       |                         |        |        |
| 2   |       |                         |        |        |
| 3   |       |                         |        |        |
| 4   |       |                         |        |        |
| 5   |       |                         |        |        |